# Kazlų Rūda
Kazlų Rūda es una ciudad en la Provincia de Marijampolė de Lituania, capital del municipio homónimo. Está situada a 36 km al suroeste de Kaunas. Está comunicada por el ferrocarril de la línea Vilnius-Kaliningrado.
A nivel industrial, posee una planta de reparación mecánica y diversas plantas de carpintería.

## Demografía
A continuación, se muestra la evolución demográfica desde el año 1827: 
| Gráfica de evolución demográfica de Kazlų Rūda entre 1827 y 2023 |
|                                                                  |
|                                                                  |

## Historia
El lugar ha sido mencionado en fuentes escritas desde 1744 (originalmente como pueblo). El asentamiento se desarrolló como un centro de producción de alquitrán, luego de minería, fundición y procesamiento de hierro. Después de la construcción del ferrocarril, la construcción de una estación y un depósito de locomotoras en 1861-1862, creció un nuevo pueblo. Desde 1931 es el centro del volost Kazlu-Rudskaya. Desde 1950 posee el título de ciudad otorgado por la República Socialista Soviética de Lituania. El origen de la primera parte del nombre compuesto está asociado con el apellido del noble empresario Kazlas, que se instaló aquí en los siglos XVI y XVII y fundó una fábrica de alquitrán. Con el descubrimiento de mineral de hierro en los bosques pantanosos circundantes, aparecieron empresas de fundición de hierro (minerales). Su escudo de armas fue aprobado en 1996.

## Ciudades hermanadas
- Sondershausen, Alemania
- Lwówek, Polonia
- Frombork, Polonia
- Olecko, Polonia
- Gołdap, Polonia
- Oni, Georgia
- Koriukivka, Ucrania

## Lugares de interés
- Iglesia del Sagrado Corazón de Jesús
- Centro cultural de Kazlų Rūda

## Galería
|              |
| Ayuntamiento |

|            |
| Biblioteca |

|                  |
| Estación de tren |

|                                      |
| Iglesia del sagrado corazón de Jesús |

|                                               |
| Monumento al Presidente lituano Kazys Grinius |

|                               |
| Centro cultural de Kazlų Rūda |

|                |
| Calle Vytautas |

|             |
| Vista aérea |